# Liste der Stolpersteine in Mittweida
Die Liste der Stolpersteine in Mittweida enthält sämtliche Stolpersteine, die im Rahmen des gleichnamigen Kunst-Projektes von Gunter Demnig in Mittweida im Landkreis Mittelsachsen verlegt wurden.

## Hintergrund
Mit diesen Gedenksteinen soll den Opfern des Nationalsozialismus gedacht werden, die in Mittweida lebten und wirkten. Die ersten 14 Stolpersteine an fünf Adressen wurden im Mai 2008 eingesetzt. Im Jahr 2014 wurden zwei weitere Steine in die Straßenpflaster eingesetzt. Mit den im September 2016 verlegten vier Steinen und den im Januar 2025 verlegten sechs Steinen erhöhte sich die Zahl der Stolpersteine in Mittweida auf insgesamt 26 an 13 Standorten.

## Liste der Stolpersteine in Mittweida
Zusammengefasste Adressen zeigen an, dass mehrere Stolpersteine an einem Ort verlegt wurden. Die Tabelle ist teilweise sortierbar; die Grundsortierung erfolgt alphabetisch nach der Adresse. Die Spalte Person, Inschrift wird nach dem Namen der Person alphabetisch sortiert.
| Bild | Adresse                                             | Verlegedatum  | Person, Inschrift | Kurzvita / Anmerkungen |
| ---- | --------------------------------------------------- | ------------- | --- | --- |
|      | Am Landratsamt (Lage)                               | 27. Jan. 2025 | Hier inhaftiert Irmgard Kurth Jg. 1927 Eingewiesen 1936 mehrere Anstalten Erziehungsheim 1939 'verlegt' 3.3.1941 Pirna-Sonnenstein ermordet 3.3.1941 Aktion T4 | Das Schicksal von Irmgard Kurth steht stellvertretend für die über 70.000 Menschen, die während des Nationalsozialismus aufgrund von psychischen Krankheiten oder einer Behinderung in „Euthanasie“-Anstalten ermordet wurden. Der systematische Massenmord ist auch als „Aktion T4“ bekannt. Kurth wurde 1927 in Flößberg geboren. Bereits als Kind erkrankte sie, vermutlich litt sie an Epilepsie. Ihr behandelnder Arzt empfahl den besorgten Eltern die Unterbringung in einer Pflegeanstalt. Nach Großhennersdorf wurde sie 1939 in das Erziehungs- und Pflegeheim in Mittweida verlegt; weil sich der Zustand der 13-Jährigen auch da nicht verbesserte, 1941 nach Zschadraß. Von dort transportierte man sie am 3. März 1941 zur Tötungsanstalt Pirna-Sonnenstein, wo sie noch am selben Tag mit Gas ermordet wurde. Ihren Angehörigen verschleierte man die Umstände und übermittelte eine Sterbeurkunde mit falschen Angaben. |
|      | Bahnhofstraße 45 (Lage)                             | 21. Sep. 2016 | Maria Lanella Jg. 1918 Italien Zwangsarbeit Okt. 1944 Flossenbürg Aussenlager Mittweida ermordet 2.11.1944                                                     | Maria Lanella wurde am 18.01.1918 in Cugliate in der italienischen Provinz Varese als Tochter von Luigi und Josefina Lanella geboren. Im Arolsen Archives ist für Maria Lanella eine Überstellung in das KZ Mauthausen bei Linz für den 13.04.1944 verzeichnet. Am 9.10.1944 ist sie aus dem KZ Auschwitz in die neu eingerichtete Außenstelle Mittweida des Konzentrationslagers Flossenbürg verlegt wurden. Das Lager in der Feldstraße (Baracken auf einem umzäunten Gelände) diente als Unterkunft für ca. 500 Frauen, welche für die aus Berlin nach Mittweida verlagerten C. Lorenz AG arbeiten (Zwangsarbeit) mussten. Maria Lanella ist am 2.11.1944 um 17 Uhr an Typhus verstorben. Ihre Häftlingsnummer war 55442. |
|      | Bahnhofstraße 45 (Lage)                             | 21. Sep. 2016 | Poraska Fedasiuk Jg. 1910 Polen Zwangsarbeit Okt. 1944 Flossenbürg Aussenlager Mittweida ermordet 7.4.1945                                                     | Poraska Fedasiuk auch Paraska Fedasjuk ist am 13.06.1910 in Rakowczyk (Polen) heute Rakivchyk (Раківчик) in der Ukraine geboren. Am 9.10.1944 ist sie aus dem KZ Auschwitz in die neu eingerichtete Außenstelle Mittweida des Konzentrationslagers Flossenbürg verlegt wurden. Sie ist am 7.4.1945 um 16 Uhr im Lager an der Feldstraße gestorben. Ihre Häftlingsnummer war 55310. |
|      | Bahnhofstraße 50 (Lage)                             | 16. Mai 2008  | Hier wohnte Wilhelm Jacobsohn Jg. 1880 deportiert 1942 Auschwitz ermordet                                                                                      | |
|      | Bahnhofstraße 50 (Lage)                             | 16. Mai 2008  | Hier wohnte Elsbeth Jacobsohn geb. Baron Jg. 1878 deportiert 1942 Auschwitz ermordet                                                                           | |
|      | Bahnhofstraße 50 (Lage)                             | 16. Mai 2008  | Hier wohnte Ernst Jacobsohn Jg. 1907 verhaftet KZ Sachsenburg Flucht 1937 Holland ausgeliefert / verhaftet ermordet 14.2.1942 Sachsenhausen                    | Ernst Günter Jacobsohn wurde am 21. November 1907 in Werdau geboren. Seine Häftlingsnummer im KZ Sachsenhausen war 40122. |
|      | Chemnitzer Straße 29 (Lage)                         | 21. Sep. 2016 | Hier wohnte Walter Schlegel Jg. 1906 verhaftet Juni 1938 Aktion ‘Arbeitsscheu Reich‘ Sachsenhausen ermordet 12.1.1940                                          | Walter Schlegel wurde am 30. April 1906 in Mittweida geboren. Er wurde im Rahmen der Aktion „Arbeitsscheu Reich“ im Juni 1938 verhaftet und ins KZ Sachsenhausen verschleppt. Dort ist er am 12. Januar 1940 verstorben. Seine Häftlingsnummer in Sachsenhausen war 3407. |
|      | Johann-Sebastian-Bach-Straße 11 (Lage)              | 5. Aug. 2014  | Hier wohnte Richard Rothschild Jg. 1899 ‘Schutzhaft‘ 1938 Dachau deportiert 1943 ermordet in Auschwitz                                                         | Julius Franz Richard Rothschild wurde am 21. Juni 1899 als Sohn der Eheleute Gustav Gerson Rothschild und Emma Jacoby in Mittweida geboren. Ab 1901 wohnte die Familie in der Alberstraße 11 (heute Johann-Sebastian-Bach-Straße 11). 1938 wurde er in "Schutzhaft" genommen und am 17. November 1938 in das Konzentrationslager Dachau verschleppt und am 14. März 1939 wieder entlassen. Zu dieser Zeit lebte er in Essen. Am 1. März 1942 wurde er von dort aus nach Auschwitz deportiert und ermordet. |
|      | Leisniger Straße 8 (Lage)                           | 16. Mai 2008  | Hier wohnte Max Kosterlitz Jg. 1872 verzogen 1939 nach Leipzig verhungert 1.2.1945                                                                             | Max Kosterlitz ist am 27. April 1872 in Halle (Saale) als Sohn von Josef Kosterlitz und Emilie Silberberg geboren. Am 18. April 1898 zog er nach Mittweida und heiratete am 2. Mai 1898 in Naumburg Lina Kneist. In Mittweida war er anfangs als selbstständiger Kaufmann tätig. Im September 1904 zog die Familie nach Waldheim und kehrte im März 1908 nach Mittweida zurück. Hier gründete er einen Gewerbebetrieb zur "Fabrikation und Vertretung sämtlicher Webwaren für die graphische Industrie". 1935 übergab es sein Unternehmen an seinen Sohn Adalbert. Die Familie wohnte in Mittweida zuletzt in der Leisniger Straße 8. Im April 1939 wurde ein Treuhänder für das Unternehmen von Kosterlitz eingesetzt und die Firma liquidiert. Max Kosterlitz und seine Frau Lina zogen zusammen mit den Söhnen Joseph und Adalbert sowie deren Ehefrauen im Juni 1939 nach Leipzig. Dort musste Max trotz seines Alters Zwangsarbeit als Lederstrecker leisten und starb am 1. Februar 1945 an Krankheit und Hunger. Sein letzter Wohnort war das "Judenhaus" Humboldtstraße 10 in Leipzig. |
|      | Leisniger Straße 8 (Lage)                           | 16. Mai 2008  | Hier wohnte Lina Kosterlitz geb. Kneist Jg. 1873 verzogen 1939 nach Leipzig verhungert 27.12.1944                                                              | Bertha Rosette Lina Kneist wurde am 29. Januar 1873 in Grochlitz (heute Ortsteil von Naumburg) als Tochter von Robert Kaiser und Rosette Kneist geboren. Die Protestantin heiratet am 2. Mai 1898 in Naumburg Max Kosterlitz. Zuvor war sie zum Judentum übergetreten. Ihr Leben folgte dem von Max Kosterlitz, so zog die Familie im Juni 1939 nach Leipzig. Ihr Gesundheitszustand verschlechterte sich 1944 so sehr, dass sie am 27. Dezember 1944 im "Judenhaus" Humboldtstraße 10 in Leipzig verstarb. |
|      | Leisniger Straße 8 (Lage)                           | 16. Mai 2008  | Hier wohnte Adalbert Kosterlitz Jg. 1907 deportiert 1942 Ghetto Belzyce ermordet                                                                               | Adalbert Aron Kosterlitz wurde am 21. Dezember 1907 in Waldheim als Sohn von Max und Lina Kosterlitz geboren. Er stieg in das Unternehmen seines Vaters ein und übernahm dieses 1935 endgültig. Im selben Jahr am 2. Juli heiratete er Irma Bannaß aus Leipzig in Mittweida. Nach der erzwungenen Übergabe des Unternehmens an einen Treuhänder im April 1939 zog er mit seiner Ehefrau, den Eltern und seinem Bruder Joseph nach Leipzig. Am 10. Mai 1942 wurde er mit seiner Frau Irma mit einem Zug deportiert und erreichte am 12. Mai 1942 das Ghetto Bełżyce bei Lublin. Die letzte Wohnanschrift vor der Deportation war das "Judenhaus" in der Keilstraße 3 in Leipzig. |
|      | Leisniger Straße 8 (Lage)                           | 16. Mai 2008  | Hier wohnte Irma Kosterlitz geb. Bannass Jg. 1908 deportiert 1942 Ghetto Belzyce ermordet                                                                      | Irma Bannaß wurde am 8. Februar 1908 als Tochter von Heimann Hugo Bannaß und Dorothea Cohn in Leipzig geboren. Am 2. Juli 1935 heiratete sie Adalbert Kosterlitz in Mittweida. Mit ihm zog sie im Juni 1939 nach Leipzig. Am 10. Mai 1942 wurde sie mit ihrem Mann mit einem Zug deportiert und erreichte am 12. Mai 1942 das Ghetto Bełżyce bei Lublin. Die letzte Wohnanschrift vor der Deportation war das "Judenhaus" in der Keilstraße 3 in Leipzig. |
|      | Kirchberg 1 (Lage)                                  | 5. Aug. 2014  | Hier wohnte Alfred Röhricht Jg. 1904 im Widerstand / KPD ‘Schutzhaft‘ 1933 Sachsenburg Fluchtversuch 15.1.1936 Flucht in den Tod 19.1.1936                     | Der Rotfrontkämpfer Ernst Alfred Röhricht wurde am 25. Dezember 1904 in Liegnitz (Schlesien) geboren. Wegen Verrats militärischer Geheimnisse saß er von 1927 bis 1932 im Zuchthaus Waldheim. Anschließend zog er nach Mittweida und wohnte ab August 1932 zur Untermiete auf dem Kirchberg 1. Am 3. März 1933 wurde er in Mittweida verhaftet und in den folgenden Tagen ins „Hansa-Haus“ in Chemnitz verlegt. In dieser Folterstätte wurde Röhricht von Mitgliedern der Sturmabteilung (SA) wochenlang mit Stahlruten, Ochsenziemern, Gummiknüppeln und Nilpferdpeitschen auf das schwerste misshandelt. Ein Knochen der linken Mittelhand wurde ihm dabei zerschlagen. Trotz der Verletzung wurde Röhricht anschließend in das KZ Colditz gebracht. Im Januar 1934 wurde er in das KZ Sachsenburg verlegt. Als der sozialdemokratische Redakteur Dr. Max Sachs am 5. Oktober 1935 im Lager zu Tode gefoltert wurde, schlug Röhricht einen der Peiniger mit seinen beiden Gipsarmen zusammen. Am 7. Januar 1936 sollten Röhricht im Chemnitzer Krankenhaus im Küchwald beide Arme amputiert werden. Dank der Unterstützung einer Mittweidaer Kommunistin und eines Wachmannes konnte er jedoch sieben Tage später nach Mittweida fliehen und wurde u. a. in einem Werkzeugschuppen am Rande eines Steinbruchs in Neudörfchen verstecken. Im Fieberwahn verließ Röhricht sein sicheres Versteck am Morgen des 19. Januar 1936 und wurde er auf der Flucht von Mitgliedern des Nationalsozialistischen Kraftfahrkorps (NSKK) in die Zschopau getrieben und ist in der Nähe des Elektrizitätswerkes Mittweida ertrunken. |
|      | Markt 16 (Lage)                                     | 27. Jan. 2025 | Hier wohnte/arbeitete Salo Cohn Jg. 1890 verzogen Breslau Deportiert 1941 Kowno/Kaunas Fort IX Ermordet 29.11.1941                                             | Der Jude Salo Cohn, 1890 geboren, war 1922 mit seiner Frau Elfriede und ihrer 1920 geborenen Tochter Margot in die Stadt Mittweida übergesiedelt. Sie fanden Unterkunft bei dem jüdischen Geschäftsmann Arthur Joseph im Haus Markt 16. Ende 1922 übernahm Salo Cohn das Schuhgeschäft von Joseph. 1923 wurde sein Sohn Gerhard geboren. Als das Geschäft in wirtschaftliche Schwierigkeiten geriet, wurde 1925 ein Prokurist als Liquidator bestimmt. Im Mai 1926 musste die Familie die Wohnung räumen und zog in die Kirchstraße um. Noch im selben Jahr verließ die Familie Mittweida und zog nach Breslau. Die Eheleute werden gegen Ende 1941 von Breslau aus nach Kowno (Kaunas in Litauen) deportiert, wo sie im dortigen berüchtigten "Fort IX" ermordet wurden. |
|      | Markt 16 (Lage)                                     | 27. Jan. 2025 | Hier wohnte Elfriede Cohn geb. Krebs Jg. 1893 Verzogen Breslau deportiert 1941 Kowno/Kaunas Fort IX Ermordet 29.11.1941                                        | |
|      | Markt 16 (Lage)                                     | 27. Jan. 2025 | Hier wohnte Gerhard Cohn Jg. 1923 Verzogen Breslau Flucht 1937 USA                                                                                             | Gerhard gelang die 1937 Flucht in die USA, wo er 1993 in Valparaiso/Indiana starb. |
|      | Markt 16 (Lage)                                     | 27. Jan. 2025 | Hier wohnte Margot Cohn verh. Stodsky Jg. 1920 Verzogen Breslau Flucht 1936 USA                                                                                | Margot gelangte an Bord eines Passagierschiffes Mitte 1936 die Flucht in die USA. Sie starb 1988 in Chicago. |
|      | Markt 30–31 (Lage)                                  | 16. Mai 2008  | Hier lebte Herbert Bach Jg. 1904 verhaftet 1937 Amtsgericht Fenstersturz tot 9.11.1937                                                                         | Herbert Bach wurde am 31. August 1904 im Haus Markt 31 in Mittweida als Sohn des Kaufhausbesitzers Hirsch Bach (1878–1925) und Frida Bach, geb. Steiner (1879–1942) geboren. Er übernahm nach seiner Mutter bis zur Schließung 1935 das Kaufhaus des Vaters und betrieb anschließend in der Freiberger Straße 6 ein Einzelhandelsgeschäft. Er war Fußballspieler beim jüdischen Sportverein Makkabi Chemnitz und Ersatzspieler beim SV Germania Mittweida. Er wohnte zuletzt mit seiner Mutter zur Miete im Haus Platz der SA 6 (heute Technikumplatz). Nach seiner Verhaftung ist er unter bis heute ungeklärten Umständen am 9. November 1937 in Mittweida verstorben. Er soll seine Lieferanten um erhebliche Geldsummen betrogen haben. Laut Berichten soll er aus dem 2 1/2 Stock des Amtsgerichtes mit der Adresse Markt 32 (heute Rathaus der Stadt Mittweida) durch ein Fenster auf den Hof gesprungen sein. Den daraus folgenden Verletzungen ist er am selben Tag um 18:45 Uhr im Krankenhaus erlegen. Herbert Bach wurde auf dem jüdischen Friedhof in Chemnitz Grabstelle C 09-03 beerdigt. Neben dem Stolperstein vor Haus Markt 31 erinnert seit 9. November 2017, dem 80. Todestag, auch eine Gedenktafel im Rathaus der Stadt Mittweida an Herbert Bach. |
|      | Markt 30–31 (Lage)                                  | 16. Mai 2008  | Hier lebte Frieda Bach geb. Steiner Jg. 1879 deportiert 1942 Ghetto Belzyce ermordet                                                                           | Frieda Steiner wurde am 24. Februar 1879 in Vohenstrauß in der Oberpfalz als Tochter des Kaufmanns Hermann Steiner und Bertha Adler geboren. Am 25. November 1903 heiratete sie in Weiden in der Oberpfalz Hirsch Bach (1878–1925) und zog am 29. November 1903 zu ihrem Mann nach Mittweida in die Malzgasse 2. Zuvor hatte ihr Ehemann das Kaufhaus am Markt 31 von Paul Granel erworben. 1905 zog die Familie in eine Wohnung über dem Kaufhaus am Markt 31. Anfang 1914 zog die Familie in das Haus Neustadt 2 (Sitz der Sparkasse), in welchem auch der Bürgermeister von Mittweida Hektor Freyer wohnte. Als ihr Ehemann im 1. Weltkrieg teilnahm, leitete Frieda die Geschäfte im Kaufhaus. Nach seiner Rückkehr nach Mittweida übernahm diese wieder die Geschäfte. Hirsch Bach ist am 24. März 1925 an einem Schlaganfall verstorben und wurde auf dem jüdischen Friedhof in Chemnitz C 09-03 beerdigt. Durch die Weltwirtschaftskrise geriet das Kaufhaus 1931 in Zahlungsschwierigkeiten, konnte den Konkurs aber abwenden. Im Jahr 1933 wurde das Kaufhaus Zielscheibe des "Judenboykotts" durch die Nationalsozialisten. So wurde das Kaufhaus am 1. April 1933 von SA/SS-Posten belagert. Die Familie musste im Dezember 1933 in eine preiswertere Wohnung auf dem Platz der SA 6 (heute Technikumplatz) umziehen. Im Januar 1935 wurde erneut das Konkursverfahren über das Kaufhaus eröffnet und im März gab Frieda das Geschäft endgültig auf. Am 9. November 1937 starb ihr Sohn Herbert (siehe Beitrag zu Herbert Bach). Frieda Bach lebte zukünftig von ihren Ersparten und vermietet Zimmer an Studenten des Technikums. 1939 beantragte sie die Einwanderung in die USA, bekam aber aufgrund der beschränkten Einreisequoten keine Erlaubnis. Die Devisenstelle schickte ihr daraufhin am 7. März 1939 die Sicherungsanordnung über ihr Vermögen, über welches sie zukünftig nicht mehr frei verfügen durfte. Am 13. Juli 1939 ist sie nach Chemnitz (Theaterstraße 34) verzogen. Im Frühjahr 1940 zog sie zur Untermiete in das "Judenhaus" Äußere Klosterstraße 2 in Chemnitz. Im Mai 1942 wurde sie von der Geheimen Staatspolizei aufgefordert einen Koffer mit persönlichen Dingen zu packen und sich am 10. Mai im Innenhof der Staatlichen Akademie für Technik in Chemnitz zur "Abwanderung" einzufinden. Zuvor hatte sie 50 Mark als "Fahrgeldspende" bezahlen müssen. Am 10. Mai 1942 wurde Frieda Bach mit einem Zug deportiert und erreichte am 12. Mai 1942 das Ghetto Bełżyce bei Lublin. Auf der "Abwanderungsliste" aus Chemnitz vom 10. Mai 1942 ist Frieda Bach mit der laufenden Nummer 4 verzeichnet. Seitdem gilt sie als "verschollen". Anmerkung: Am 22. Mai 1942 wurde das Ghetto Bełżyce aufgelöst und die Insassen in Zwangsarbeitslager oder in Vernichtungslager deportiert. |
|      | Ringstraße 30 OT Ringethal (Lage)                   | 27. Jan. 2025 | Hier wohnte Otto Arno Seifert Jg. 1895 Hisste die weiße Fahne Denunziation/verurteilt Hingerichtet 27.4.1945 Hainichen                                         | Otto Arno Seifert wurde am 31. Juni 1895 in Ringethal als Sohn von Friedrich August Seifert (1864–1918) und seiner Ehefrau Auguste Emilie, geb. Hennig (1864–1913) geboren. Otto Arno war seit 1918 verheiratet mit Selma Ella, geb. Lorenz (1894–1947). Aus der Ehe sind zwei Kinder hervorgegangen. Er war von Beruf Spinner. Am Ende des 2. Weltkrieges hatten US-amerikanische Truppen am 15. April 1945 die Stadt Mittweida kampflos besetzt und an der Ortsgrenze von Ringethal Stellung bezogen. Seifert und andere Bürger hissten daraufhin weiße Flaggen und versorgten die Soldaten mit Lebensmitteln und Trinkwasser. In den Augen der SS und einiger anderer Ringethaler Verrat. Bereits am 22. April 1945 wurde von deutschen Soldaten eine Handgranate ins Haus der Familie Seifert geworfen. Selma Ella Seifert erlitt dabei einen Schock und einen Schlaganfall. Als die Amerikaner sich am 24. April wieder zurückzogen, wurden er und drei weitere Bürger denunziert, als „volksfeindliche“ Kollaborateure verhaftet und in Hainichen vor ein Standgericht gestellt. Der 49-Jährige wurde zum Tode verurteilt und auf dem Hainichener Friedhof von zwei SS-Männern misshandelt, erschossen und verscharrt. Erst im Sommer 1945 konnten seine sterblichen Überreste exhumiert und ehrenvoll in Ringethal beigesetzt werden. Selma Ella war nach dem Anschlag mit der Handgranate auf ihr Haus pflegebedürftig und ist an den Folgen am 31. Mai 1947 im Krankenhaus in Mittweida verstorben. |
|      | Rochlitzer Straße 1 (Lage)                          | 21. Sep. 2016 | Hier inhaftiert Roland Mondschein Jg. 1926 verhaftet 1941 als asozial stigmatisiert 1943 Gefängnis Mittweida 1944 Zuchthaus Zwickau tot 4.5.1944               | |
|      | Schillerstraße 8 (historisch: Wilhelmstraße) (Lage) | 16. Mai 2008  | Hier wohnte Joseph Kosterlitz Jg. 1899 deportiert 1943 Theresienstadt 1944 Auschwitz ermordet                                                                  | Joseph Kosterlitz wurde am 18. Februar 1899 als Sohn von Max und Lina Kosterlitz in Mittweida geboren. Er lernte bis 1917 den Beruf des Textilkaufmanns in Chemnitz. 1917 wurde er zum Militär in den 1. Weltkrieg eingezogen und kehrte anschließend nach Mittweida zurück und arbeitete als Vertreter im Unternehmen seines Vaters. Am 18. November 1924 heiratete er Jenny Fanny Helft in Wurzen. Zur Finanzierung des Lebens seiner Familie war er auch als Versicherungsvertreter und für die Jüdische Buch-Vereinigung (JBV) tätig. Nach dem unfreiwilligen Umzug der Familie Kosterlitz 1939 nach Leipzig wurde er am 29. März 1943 mit seiner Frau per Lkw im Transport V/8 ins Ghetto Theresienstadt deportiert. Zuvor waren beide wahrscheinlich am 27. Februar 1943 in das "Judenlager" Hellerberg in Dresden gebracht worden. Von Theresienstadt erfolgte am 28. September 1944 die Deportation nach Auschwitz, wo er ermordet wurde. |
|      | Schillerstraße 8 (historisch: Wilhelmstraße) (Lage) | 16. Mai 2008  | Hier wohnte Jenny Fanny Kosterlitz geb. Helft Jg. 1898 deportiert 1943 Theresienstadt 1944 Auschwitz ermordet                                                  | Jenny Fanny Helft wurde am 29. April 1889 als Tochter von Ludwig Helft und seiner Ehefrau Rosa Cohn in Wurzen geboren und war mit Joseph Kosterlitz aus Mittweida verheiratet. Nach dem Umzug der Familie Kosterlitz 1939 nach Leipzig wurde sie am 29. März 1943 mit ihrem Mann per Lkw ins Ghetto Theresienstadt deportiert. Von dort erfolgte am 23. Oktober 1944 die Deportation nach Auschwitz, wo sie ermordet wurde. Für Joseph und Fanny Kosterlitz wurden auch in Waldheim Stolpersteine verlegt. |
|      | Schulstraße 7 (Lage)                                | 16. Mai 2008  | Hier lebte Gustel Lesser geb. Steinfeld Jg. 1878 deportiert 1942 Ghetto Belzyce ermordet                                                                       | Gustchen („Gustel“) Steinfeld wurde am 9. Dezember 1878 in Josbach in Hessen als Tochter von Salomon Steinfeld und Jetchen, geb. Straus im Haus Nr. 59 geboren. Sie heiratete am 16. September 1920 in Mittweida Moses Lesser (1858–1941). In der Heiratsurkunde wird ihr Beruf mit Krankenpflegeschwester angegeben. Zu diesem Zeitpunkt wohnten die Eheleute in der Bahnhofstraße 38. Sie arbeitete in der Praxis für Massage und Naturheilkunde ihres Mannes. Im Jahr 1920 adoptierten sie Elisa Höttgen (Tochter der verstorbenen Pflegetochter von Moses Lesser). 1926 erwarb die Familie das Haus auf der Schulstraße 7 in Mittweida und zogen mit der Praxis dort ein. Durch das Verbot der Ausübung der Naturheilkunde durch Juden vom Januar 1939 musste auch Moses Lesser seine Praxis einstellen. Nach dem Tod ihres Mannes am 10. März 1941 verkaufte Gustel Lesser das Haus an ihre nichtjüdische Adoptivtochter Elisa, jetzt verheiratete Modes, zum 1. Januar 1942. Am 8. Mai 1942 wurde Gustel Lesser mit den Eheleuten Bernhard und Else Mandelstein, welche seit Oktober 1939 ebenfalls im Haus Schulstraße 7 wohnten, per Zug nach Leipzig zur Sammelstelle Yorkschule gebracht. Am 10. Mai 1942 wurde Gustel Lesser mit einem Zug von Leipzig deportiert und erreichte am 12. Mai 1942 das Ghetto Bełżyce bei Lublin. Seitdem gilt sie als "verschollen". |
|      | Schulstraße 7 (Lage)                                | 16. Mai 2008  | Hier lebte Bernhard Mandelstein Jg. 1883 deportiert 1942 Ghetto Belzyce ermordet                                                                               | Bernhard Mandelstein wurde am 9. Oktober 1883 in Grebenstein in Hessen als Sohn der Eheleute Albert Mandelstein (1853–1934) und Julchen Blum (1850–1908) geboren. Am 11. Januar 1910 heiratete er in Witzenhausen Else Kugelmann. Aus der Ehe gingen drei Kinder (Walter, Irma, Rudolph) hervor. Bernhard Mandelstein war Inhaber eines Möbel- und Schuhgeschäftes in Grebenstein. Pläne der Familie zur Auswanderung nach Palästina scheiterten. So verkaufte er sein Hausgrundstück im Juni 1939 und zog mit seiner Frau Else nach Mittweida in die Schulstraße 7. Als Grund für die Wahl von Mittweida als neuen (wenn auch unfreiwilligen) Wohnort wird vermutet, dass eine entfernte Verwandtschaft zu den Familien Steinfeld/Kugelmann/Lesser bestand. Am 8. Mai 1942 wurden die Eheleute Bernhard und Else Mandelstein sowie Gustel Lesser aus der Schulstraße 7 per Zug nach Leipzig zur Sammelstelle Yorkschule gebracht. Am 10. Mai 1942 wurden die drei mit einem Zug von Leipzig deportiert und erreichte am 12. Mai 1942 das Ghetto Bełżyce bei Lublin. Seitdem gelten sie als "verschollen". |
|      | Schulstraße 7 (Lage)                                | 16. Mai 2008  | Hier lebte Else Mandelstein geb. Kugelmann Jg. 1889 deportiert 1942 Ghetto Belzyce ermordet                                                                    | Else Kugelmann ist am 8. Oktober 1889 in Witzenhausen in Hessen geboren. Ihre Eltern waren Moses Kugelmann und Franziska Adler. Am 11. Januar 1910 heiratete sie in Witzenhausen Bernhard Mandelstein. Mit ihm ist sie 1939 nach Mittweida auf die Schulstraße 7 gezogen. Zusammen mit ihrem Mann und Gustel Lesser wurde sie am 8. Mai 1942 per Zug nach Leipzig zur Sammelstelle Yorkschule gebracht. Am 10. Mai 1942 wurden die drei mit einem Zug von Leipzig deportiert und erreichte am 12. Mai 1942 das Ghetto Bełżyce bei Lublin. Seitdem gelten sie als "verschollen". Für Else und Bernhard Mandelstein wurden auch in Grebenstein Stolpersteine verlegt. |